# Silk browser
Silk browser conosciuto anche come Amazon Silk o semplicemente Silk è un browser sviluppato da Amazon per i suoi dispositivi con sistema operativo Fire OS.
Pubblicato dal novembre 2011 per Kindle Fire e Fire Phone dal 2017 una versione è stata resa disponibile per la Fire TV. 
Il browser usa un'architettura suddivisa in cui una parte dell'elaborazione di caricamento di una pagina web viene eseguita sui server di Amazon (molti siti web usano i server Amazon quindi il browser sfrutta i server "aziendali") per migliorare le prestazioni di caricamento della pagina Web. 
Il browser è basato sul progetto open source Chromium.